# Clearwater (Florida)
Clearwater je město v okrese Pinellas County v americkém státě Florida. Má rozlohu 97,7 km² a k roku 2020 zde žilo 117 292 obyvatel. Nachází se zde hlavní sídlo scientologické církve.

## Osobnosti
Dne 27. června 1944 zde zemřel slovenský státník Milan Hodža.

## Partnerská města
- Nagano, Japonsko
- Wyong, Austrálie